# ايرين واسون
ايرين واسون (بالإنجليزية: Erin Wasson)‏ (مواليد 20 يناير 1982 دالاس، تكساس) عارضة أزياء، ممثلة، ومصممة أمريكية.
اشتهرت بكونها موديل في عرض أزياء فيكتوريا سيكريت 2007 و بدورها في فيلم مكان ما (2010) ، و دورها في فيلم ابراهام لنكولن: صياد مصاص الدماء (2012)

## روابط خارجية
- ايرين واسون على موقع IMDb (الإنجليزية)
- ايرين واسون على موقع أول موفي (الإنجليزية)
- ايرين واسون على موقع قاعدة بيانات الفيلم (الإنجليزية)
- ايرين واسون على موقع دليل عارضات الأزياء (الإنجليزية)